# Salem Cemetery
Salem Cemetery — кладбище в городе Уинстон-Сейлем, штат Северная Каролина, США.
Расположено на углу Cemetery Street и East Salem Avenue, рядом с кладбищем Gods Acre Cemetery.
Работает с 1857 года. Среди похороненных на кладбище: художница Маргарет Ноуэлл Грэм (1867—1942), генерал армии КША Уильям Боггс (1829—1911), 51-й губернатор штата Северная Каролина Роберт Гленн (1854—1920).
На Salem Cemetery имеется семейный участок Рейнольдсов, в их числе:
- Рейнольдс, Ричард Джошуа (1850—1918) — американский промышленник;
- Рейнольдс, Кэтрин Смит (1880—1924) — его жена, благотворитель;
- Рейнольдс, Мэри Кэтрин (1908—1953) — их дочь, благотворитель;
- Рейнольдс, Закари Смит[англ.] (1911—1932) — их сын, авиатор.